# Consonante labio-velare
In fonetica articolatoria, una consonante labio-velare è una consonante, classificata secondo il proprio luogo di articolazione. Essa può indicare due tipi di consonanti: 
Una consonante con due punti di articolazione:
- bilabiale
- velare

In questo caso prende il nome di consonante labiale-velare.
O una consonante velare pronunciata arrotondando le labbra.
Nell'alfabeto fonetico internazionale si riconoscono due labio-velari: una sibilante: [w] e una fricativa [ʍ].
Inoltre si identificano come labio-velari anche i composti di alcune consonanti:
Occlusive
- [ɡʷ], occlusiva velare sonora labio-velarizzata
- [kʷ], occlusiva velare sorda labio-velarizzata
- [pʷ], occlusiva bilabiale sorda labio-velarizzata
- [kpʷ], occlusiva labiale-velare sorda labio-velarizzata
- [mbʷ], occlusiva bilabiale sonora labio-velarizzata

Nasali
- [mʷ], nasale bilabiale sonora labio-velarizzata
- [ŋʷ], nasale velare sonora labio-velarizzata
- [ŋ͡mʷ], nasale labiale-velare sonora labio-velarizzata

Fricative
- [βʷ], fricative bilabiale sonora labio-velarizzata